# Amblyharma anfracta
Amblyharma anfracta är en stekelart som beskrevs av Huang och Tong 1993. Amblyharma anfracta ingår i släktet Amblyharma och familjen puppglanssteklar. Inga underarter finns listade i Catalogue of Life.